# Jacob Ulrik Hoelfeldt
Jacob Ulrik Hoelfeldt (1736 på gården Lunde på Lister – 15. marts 1812 i Bergen) var en dansk-norsk officer.
Han var søn af oberstløjtnant ved 2. vesterlenske infanteriregiment Johan Nathanael Hoelfeldt (født i Spandau 1703, død 1787) og dennes 1. hustru, Elisabeth Dorothea f. Ramm. Han indtrådte i Hæren 1755 som underofficer og blev 1763 premierløjtnant i Kronprinsens Regiment til Fods. Der blev her givet ham det lov, at han var en duelig, dannet og tjenstivrig officer, og i de højere stillinger, han senere beklædte, omtales han som en human og veltænkende mand, der med omhu tog sig af sine undergivnes tarv.
I 1773 udnævntes Hoelfeldt til kaptajn i 2. vesterlenske infanteriregiment, blev major 1789, bataljonskommandør 1790, oberstløjtnant 1801, forsat i denne egenskab året efter til bergenhusiske infanteriregiment, her oberst 1806 og ved generalløjtnant Hans Jacob Henning Hesselbergs død 1809 chef for regimentet, som han alt siden 1806 havde kommanderet, samt interimskommandant på Bergenhus. Samme år udnævntes han til generalmajor.
Hoelfeldt ægtede 1780 enken efter residerende kapellan i Vanse præstegæld Claus Pavels (død 1769), Karen f. Tostrup (d. 1813), og blev derved stedfader til den kendte biskop og forfatter Claus Pavels, til fordel for hvem Hoelfeldt 1793 oprettede testamente. Hoelfeldt fik sin afsked i januar 1812 og døde kort efter.